# Rybinsko umjetno jezero
Rybinsko umjetno jezero (rus. Ры́бинское водохрани́лище), neformalo nazivano Rybinsko more, je ogromni akumulacijski bazen na rijeci Volgi i njenim pritokama Šeksni i Mologi, formiran branom rybinske hidroelektrane, nalazi se u Tverskoj, Vologodskoj i Jaroslavljskoj oblasti u Rusiji. U vrijeme njegove gradnje, to je bilo najveće umjetno tijelo vode na Zemlji. To je najsjevernija točka na Volgi. Volgo-baltički plovni put počinje od tamo. Važnije luke su Čerepovec u Vologodskoj oblasti i Vesjegonsk u Tverskoj oblasti.
Izgradnja brane u Rybinsku je započela u 1935. godini. Punjenje aumulacijskog jezera je započelo 14. travnja 1941., a trajalo je do 1947. godine. Oko 150.000 ljudi bilo je potrebno preseliti drugdje, te su povijesni grad Mologa u Jaroslavljskoj oblasti zajedno s 663 naselja potpuno nestali pod vodom. Međutim, kako je vrijeme prolazilo, to se sve više gledalo kao tipičan uzorak staljinističkog voluntarizma. Danas je brana manje važna za proizvodnju električne energije (izlaz je 346 MW), nego što je to bilo nekad, tako su i ekološke štete uzrokovane akumulacijom smanjene.